# 陈岛
陈岛 ( 越南语：／ ) 是位于越南姑苏群岛东北部的一个岛屿。这是距离越南大陆最远的岛屿，位于广宁省。

## 地理
陈岛位于永实岛以南，距姑苏岛东北约 45 公里，距芒街市万嘉港以南约 25 公里。 岛上淡水资源稀缺。 船只只能从北岸或南岸进入该岛。
陈岛灯塔于 1996 年投入使用。灯塔高 203.7 m（与“0”深度水平相比）或 17.7 m（建筑高度）。 灯塔有效光照范围为28海里，大气透过系数T=0.8。

## 人口
岛上有岛防步兵第242旅陈岛营、边防第6站、第480雷达站。此前，除了军队和边防部队外，岛上没有任何人居住。 目前，岛上已有16户落户，还将有更多人入住。